# 穆爾格巴赫河 (林特河支流)
47°06′50″N 9°13′11″E / 47.11382°N 9.21967°E

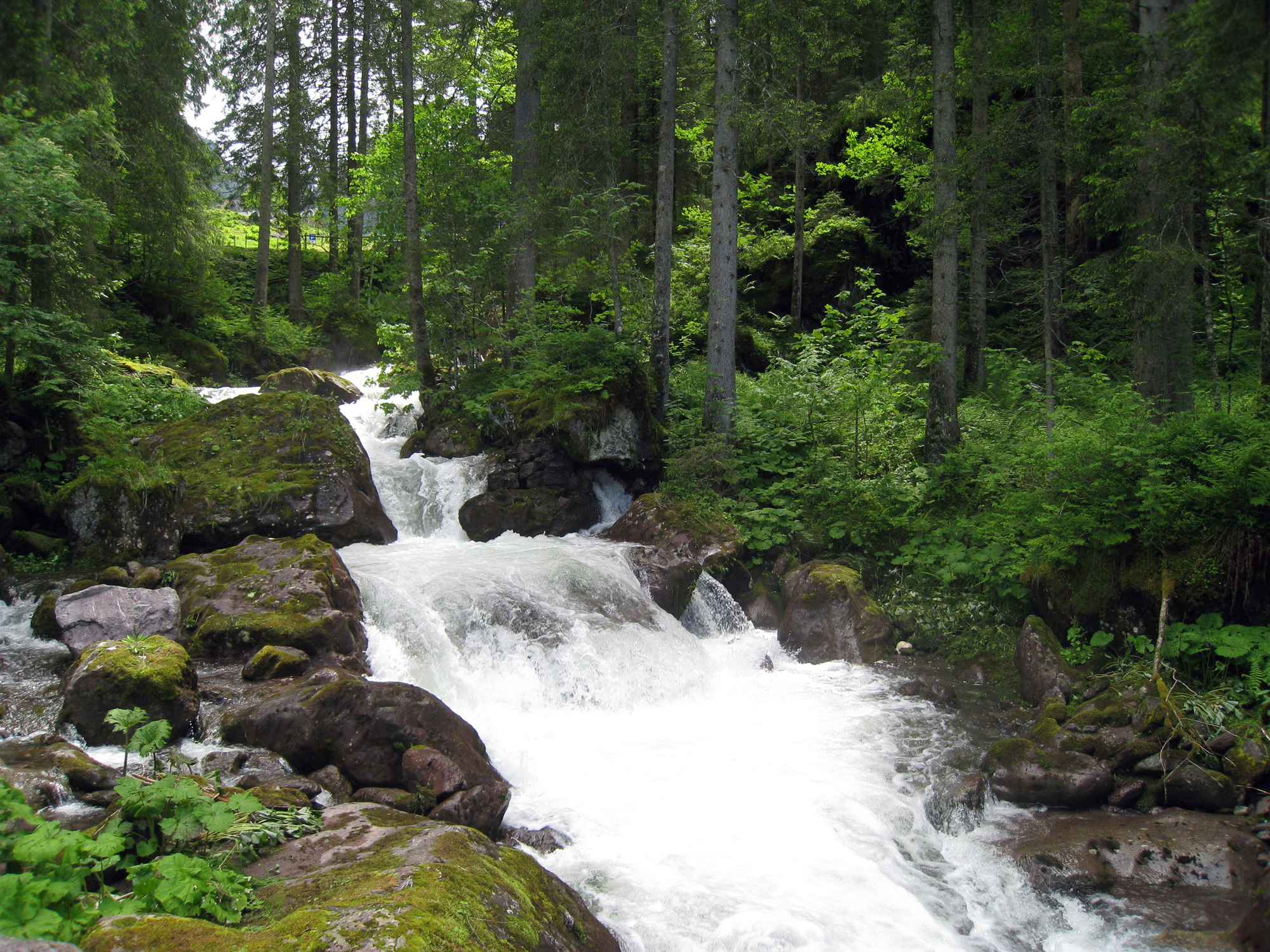

穆爾格巴赫河是瑞士的河流，位於該國東部，流經格拉魯斯州和聖加侖州，屬於林特河的支流，河道全長12.7公里，流域面積41.7平方公里，最終在夸爾滕注入瓦倫湖。